# Chiesa dei Santi Pietro e Paolo (Mezzana)
La chiesa dei Santi Pietro e Paolo è la parrocchiale di Mezzana in Trentino. Fa parte della zona pastorale delle Valli del Noce nell'arcidiocesi di Trento e risale al XIII secolo.

## Storia

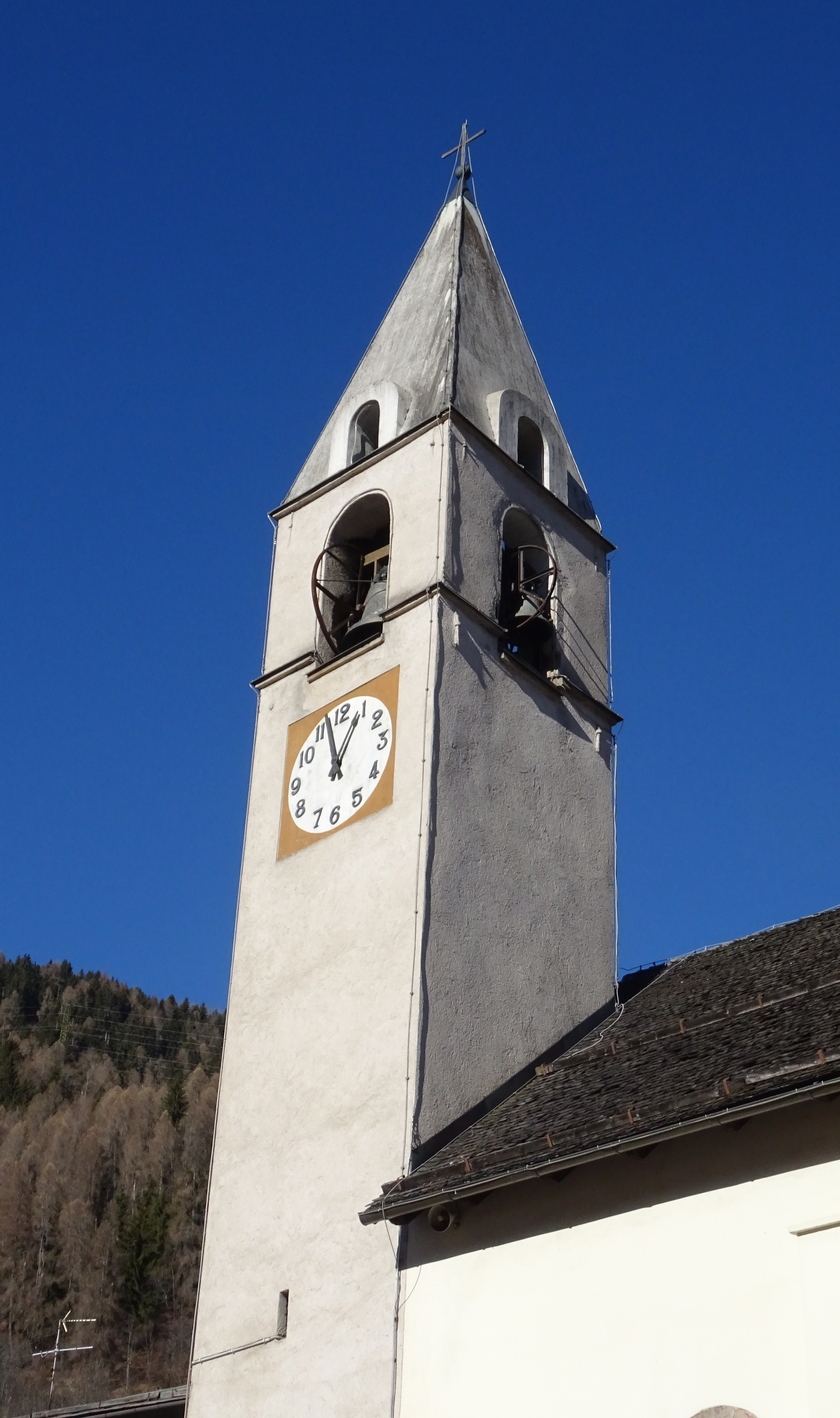
Campanile

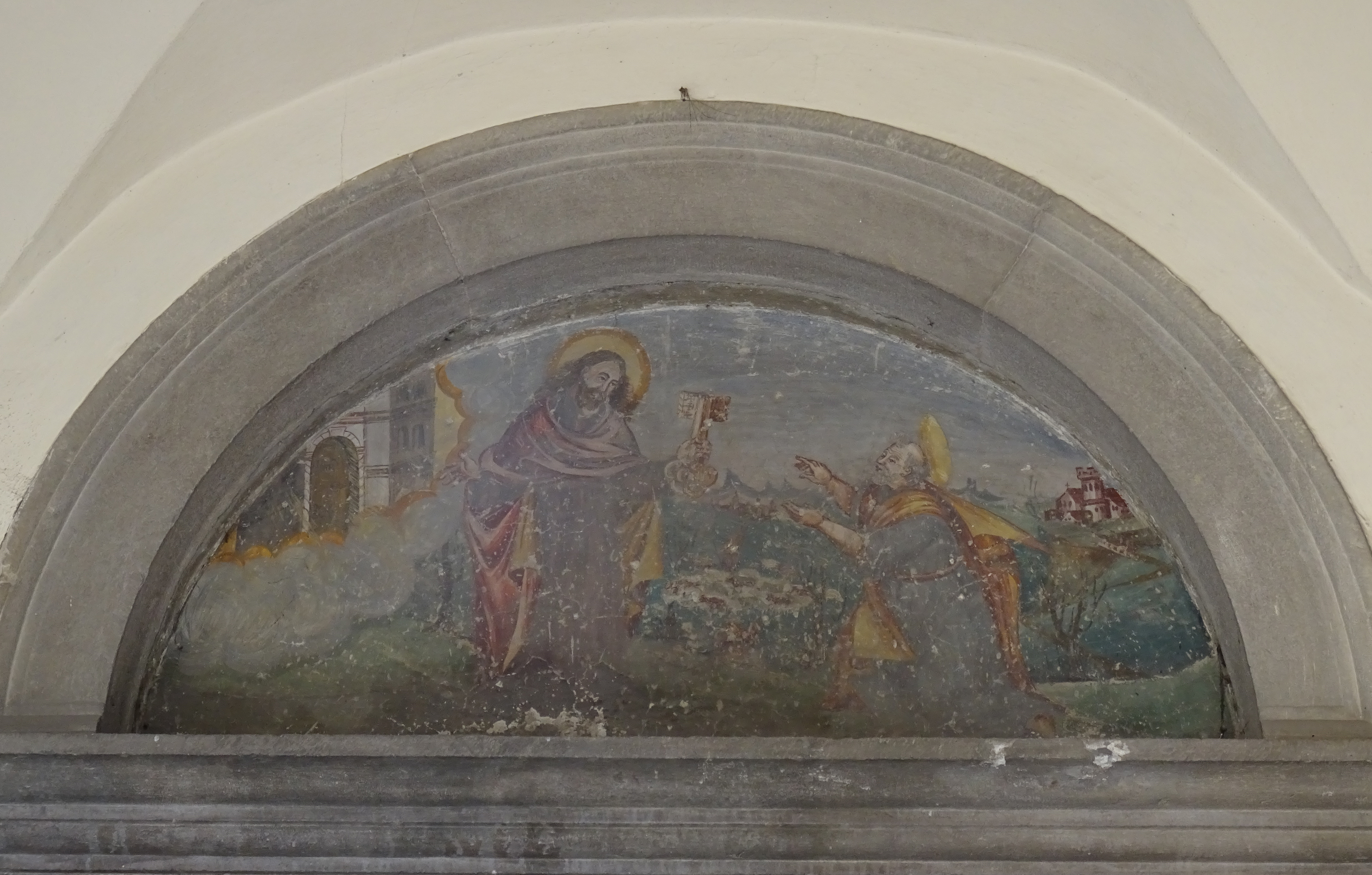
Lunetta sul portale raffigurante Gesù dichiara il primato a Pietro

La prima citazione su un documento che riguarda il luogo di culto a Mezzana risale al 1211. Durante il XV secolo la chiesa originale fu riedificata e all'inizio del secolo successivo, nel 1509, la chiesa venne elevata a dignità curaziale dipendente dalla pieve di Ossana, la chiesa di San Vigilio. La solenne consacrazione venne celebrata nel 1527.
Nel 1536 la sala venne rinnovata e dotata di volte in stile gotico da maestranze di provenienza lombarda sotto la direzione di Montori da Menaggio e Simone da Laino. Durante la prima metà del secolo seguente accanto alla chiesa venne edificata, sulla sinistra, la cappella della confraternita dei Disciplini.
Attorno al 1825 l'edificio fu oggetto di importanti lavori di ampliamento. Nella sala fu costruita la navata a sinistra e davanti alla facciata, accanto alla torre campanaria, fu posto il grande portico. Venne elevata a dignità di chiesa parrocchiale il 19 marzo 1915. Durante il primo dopoguerra gli interni vennero arricchiti di decorazioni da Carlo Donati e nel 1955 venne rifatta la pavimentazione della sala.

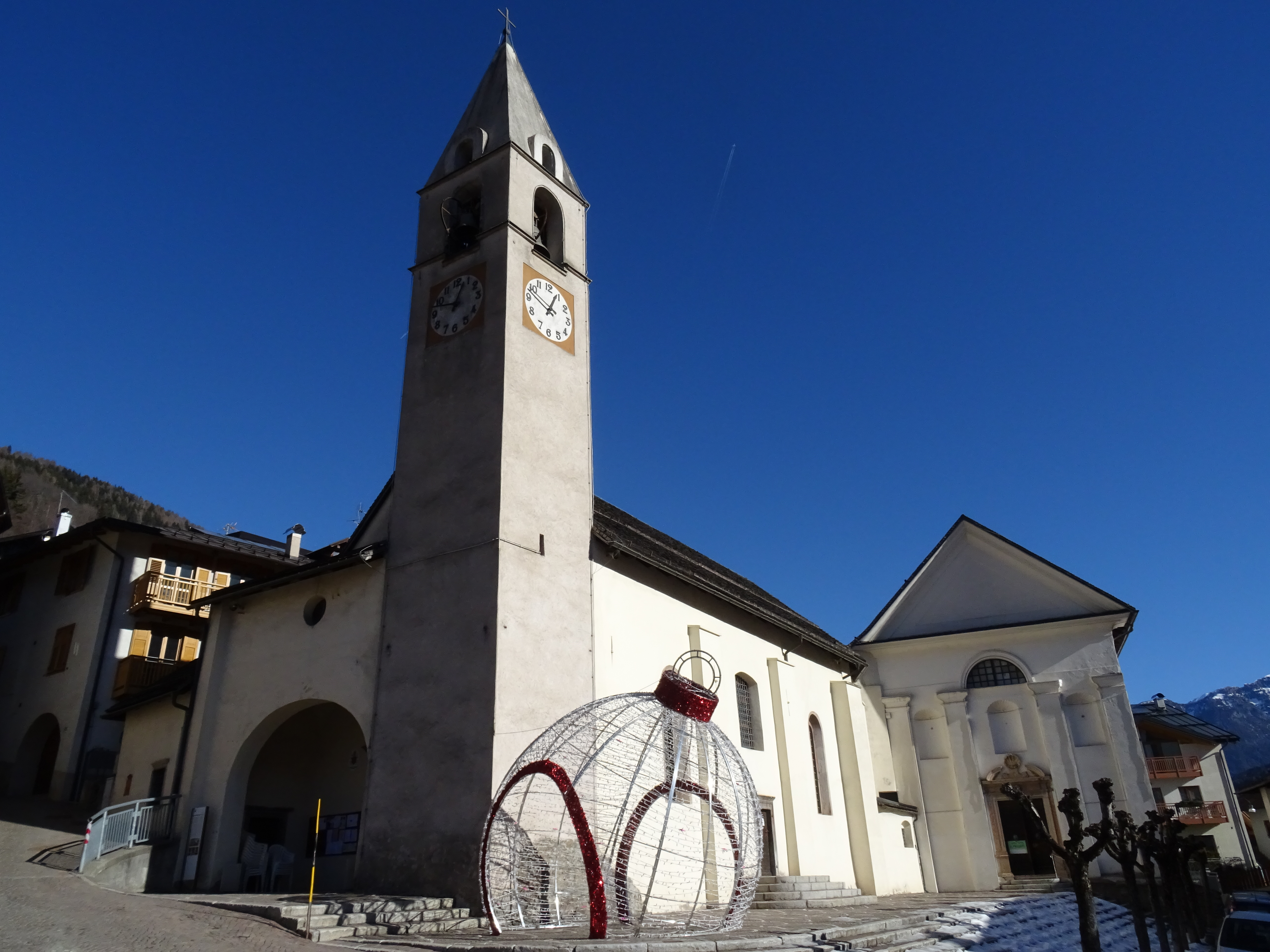
Chiesa dei Santi Pietro e Paolo con torre campanaria in primo piano e, sulla destra, la chiesa della Madonna di Caravaggio

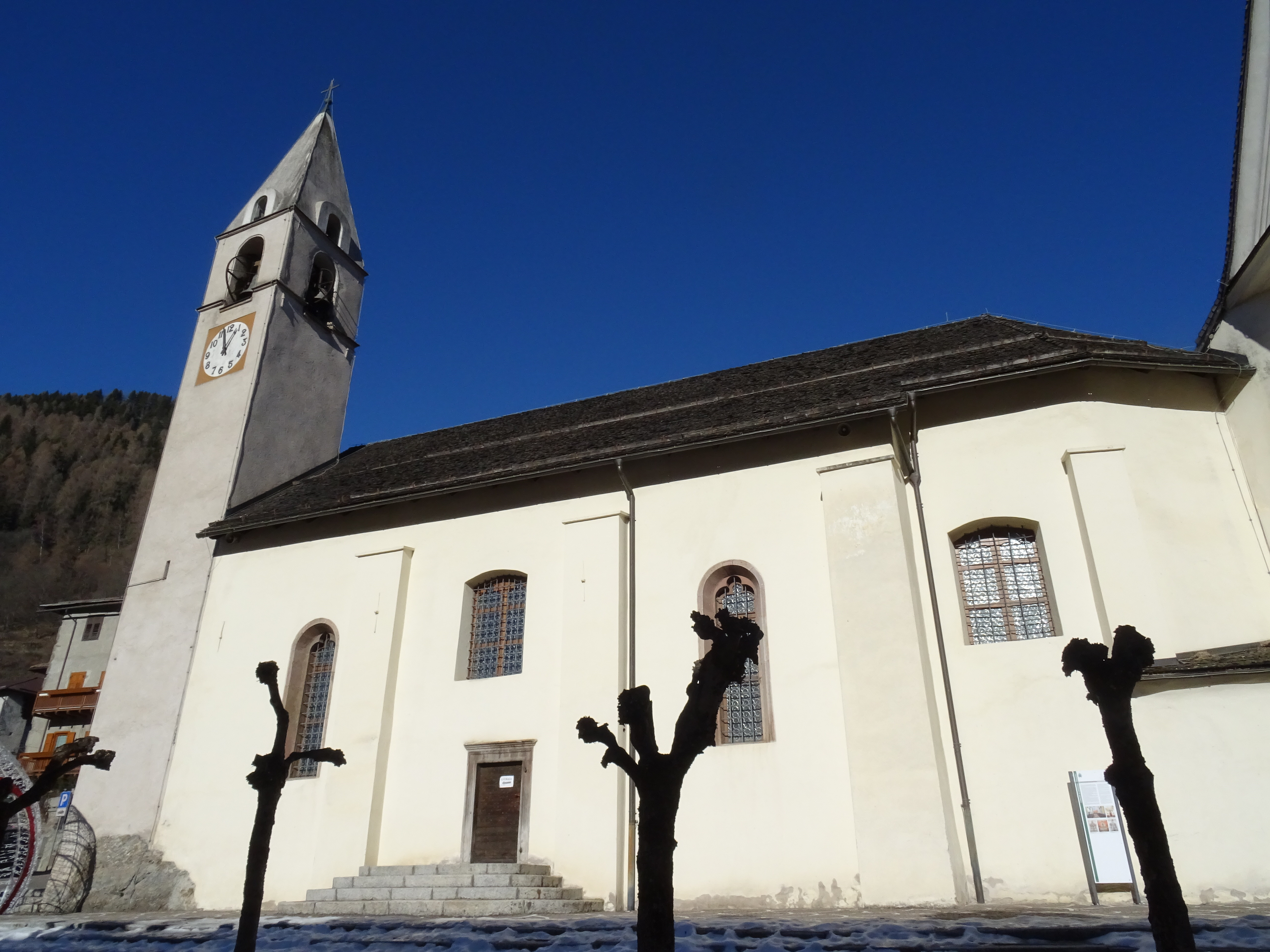
facciata laterale destra con finestre gotiche trilobate

Durante gli anni sessanta si rimise mano alla pavimentazione interna e venne rifatto il sagrato. Nel primo decennio del XXI secolo è stato realizzato il lavoro di adeguamento liturgico. Al centro del presbiterio è stata posta la mensa rivolta al popolo, davanti all'altare maggiore storico mantenuto per la custodia eucaristica nel suo tabernacolo.

## Descrizione

### Esterni
La chiesa si trova nel centro abitato di Mezzana, accanto alla chiesa della Madonna di Caravaggio, e mostra orientamento tradizionale verso est. La facciata a capanna con due spioventi è preceduta sia da un grande portico sia dalla mole della torre campanaria, sulla destra. Il portale architravato è sovrastato dalla Lunetta cieca e decorata con l'affresco raffigurante Gesù dichiara il primato a Pietro. La facciata destra mostra eleganti finestre gotiche trilobate. La torre campanaria ha la cella che si apre con quattro finestre a monofora e la copertura è a cuspide con forma di piramide a base quadrata.

### Interni
La sala si divide in due navate e il presbiterio è leggermente rialzato. La navata maggiore ha volte reticolate mentre quella laterale ha volte a crociera. Nella sala sono presenti statue lignee e tre antichi altari di legno scolpito e dorato risalenti al XVII secolo. Le decorazioni sulle pareti sono state realizzate negli anni venti da Carlo Donati. La pala d'altare raffigurante la Madonna in Gloria tra i santi Pietro e Paolo è di Antonio Ridolfi.